# Iwaniwka (hromada Huriwka)
Iwaniwka (ukr. Іванівка) – wieś na Ukrainie, w obwodzie kirowohradzkim, w rejonie kropywnyckim, w hromadzie Huriwka. W 2025 liczyła 372 mieszkańców.